# Lijst van trainers van AC Milan
Deze lijst omvat de voetbalcoaches die de Italiaanse club AC Milan hebben getraind vanaf 1899 tot op heden.

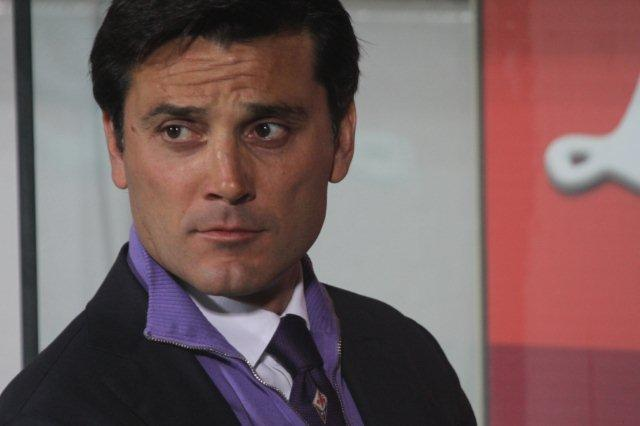
Vincenzo Montella was van 2016 tot november 2017 hoofdcoach van Milan.

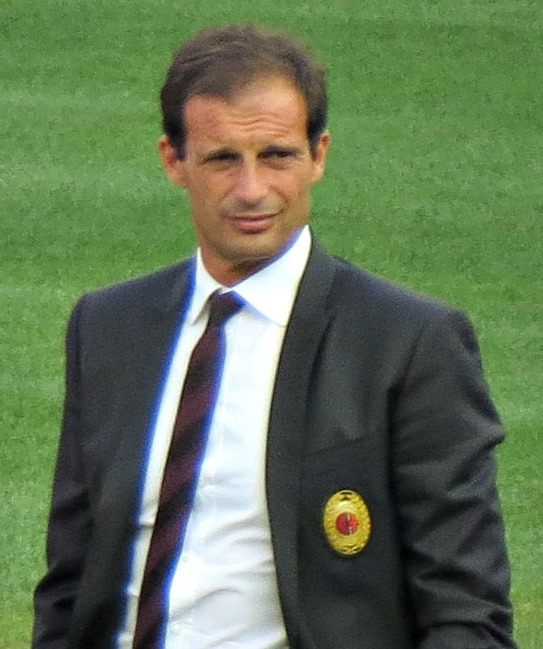
Massimiliano Allegri was van 2010 tot 2014 trainer van de Rossoneri.

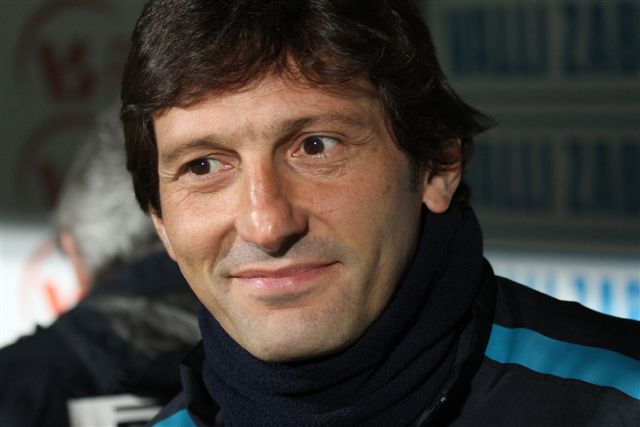
Eind jaren 90 voetbalde de Braziliaan Leonardo voor AC Milan. In 2009 begon hij er zijn carrière als trainer.

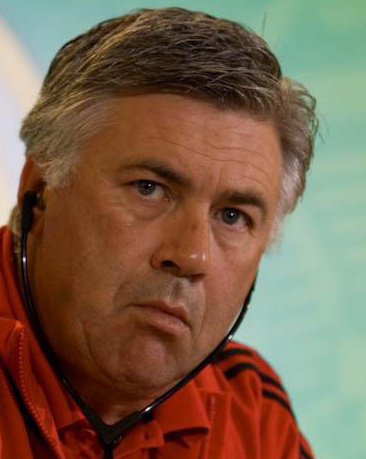
Carlo Ancelotti was acht seizoenen lang trainer van AC Milan. Hij won met de club de landstitel, de beker en twee keer de Champions League.

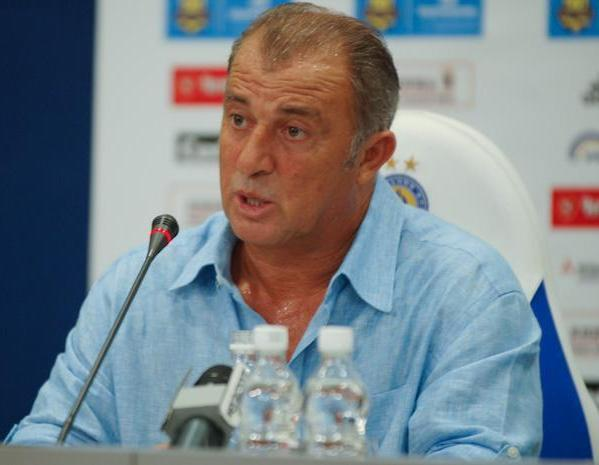
Fatih Terim nam in 2001 samen met zijn assistent Antonio Di Gennaro de leiding over. De Turkse trainer haalde het einde van het seizoen niet. Later werd hij bondscoach van Turkije.

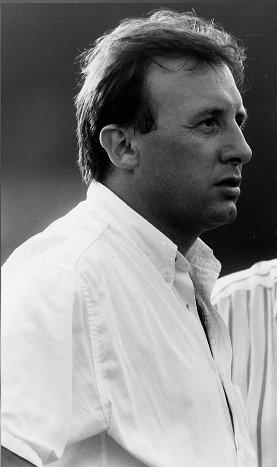
Als voetballer draaide Alberto Zaccheroni (foto eind jaren 80) wegens een blessure niet lang mee. Op 30-jarige leeftijd werd hij voor het eerst trainer. Eind jaren 90 nam hij Milan onder zijn hoede, hij werd met de club meteen kampioen.

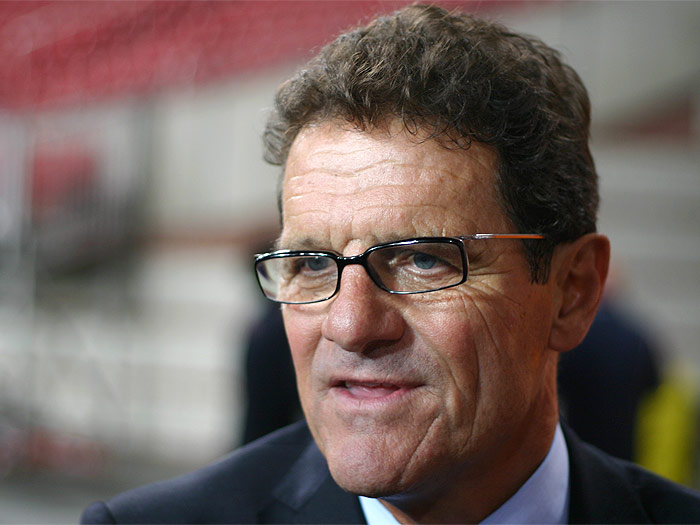
Fabio Capello verdedigde eind jaren 70 als speler de kleuren van AC Milan. In de jaren 80 werd hij ook even trainer bij de club, om vervolgens in 1991 terug te keren. Met spelers als Franco Baresi en de Nederlanders Marco van Basten, Ruud Gullit en Frank Rijkaard werd hij vier keer kampioen. In 1994 sleepte ook hij de Europacup I in de wacht.

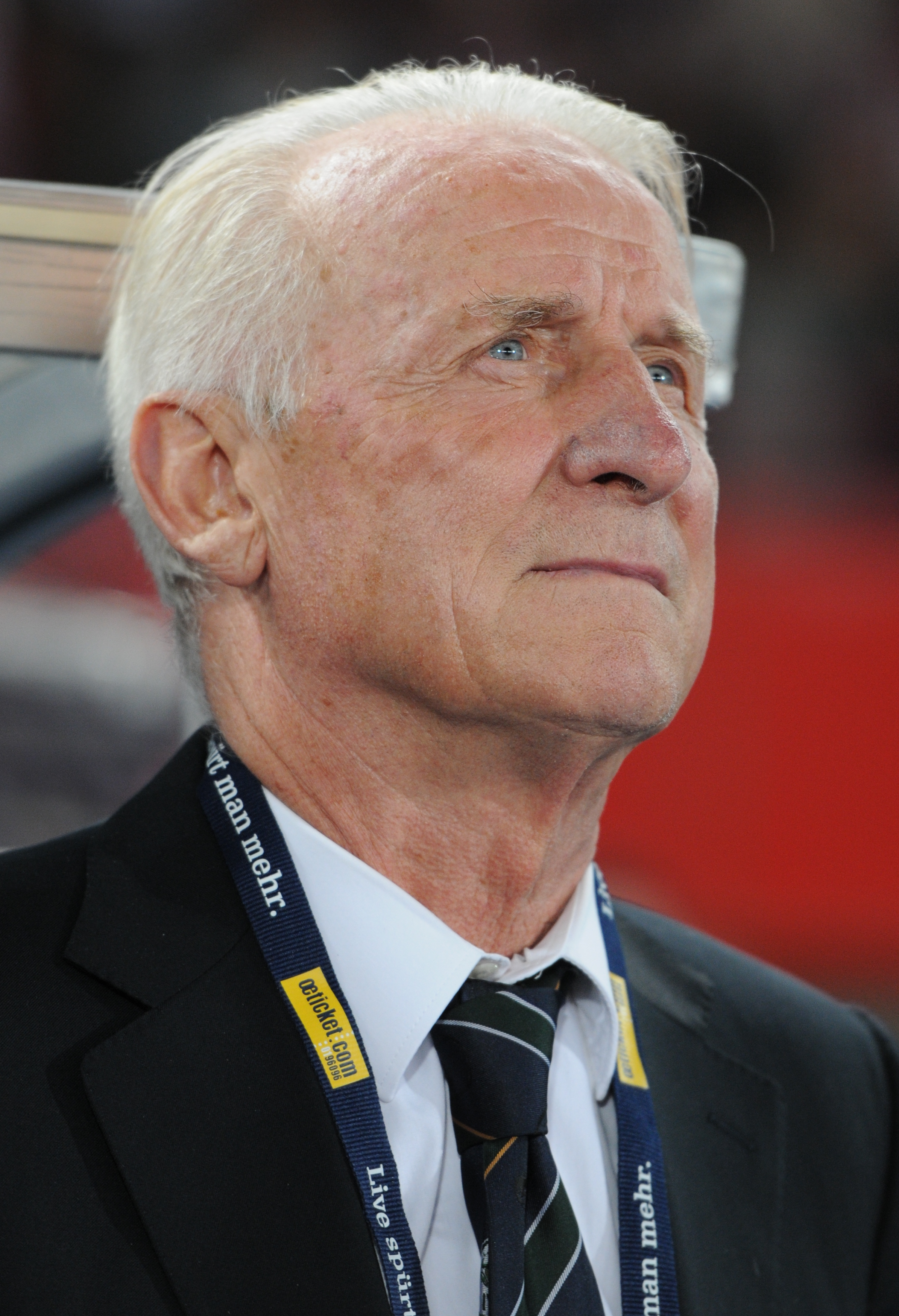
Giovanni Trapattoni voetbalde van 1959 tot 1971 voor Milan. In 1974 werd hij voor de eerste keer trainer van de club. Twee jaar later keerde hij terug onder het toezicht van technisch directeur Nereo Rocco.

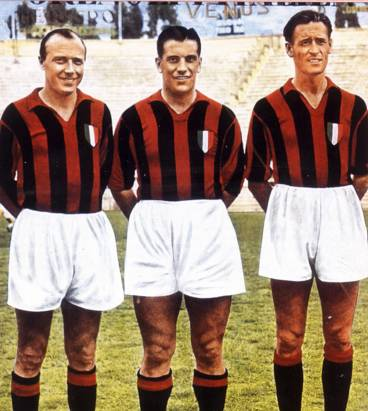
Het beroemde Zweedse trio Gre-No-Li. Gunnar Gren (links) en Nils Liedholm (rechts) werden later allebei trainer van Milan.

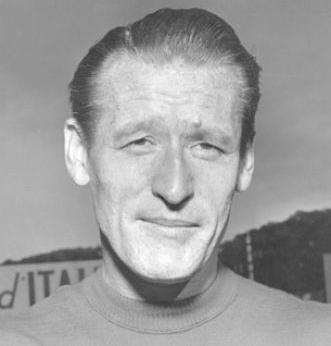
Nils Liedholm werd midden jaren 60 voor het eerst trainer van de Rossoneri. In 1979 werd de oud-speler kampioen. In 1987 werd hij opgevolgd door Fabio Capello.

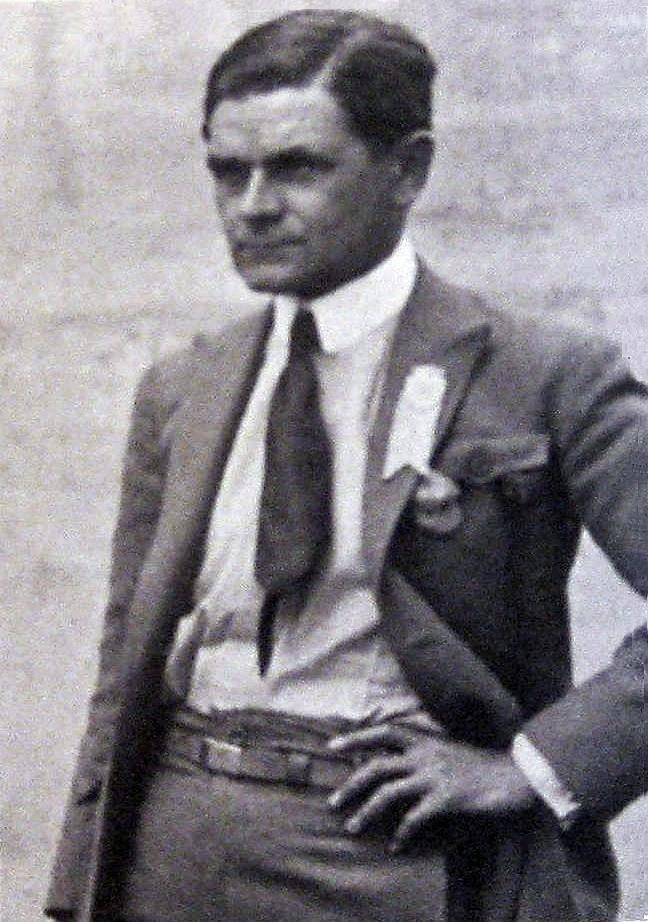
Vittorio Pozzo (1886-1968) won als bondscoach van Italië het WK 1934 en 1938. Van 1924 tot 1926 was hij trainer van de Milanezen.

| Seizoen | Trainer(s)                                                         | Prijzen                                    |
| ------- | ------------------------------------------------------------------ | ------------------------------------------ |
| 2025/26 | Massimiliano Allegri                                               | 0                                          |
| 2024/25 | Sérgio Conceição                                                   | 0                                          |
| 2024/25 | Paulo Fonseca (tot 30 december 2024)                               | 0                                          |
| 2023/24 | Stefano Pioli                                                      | 0                                          |
| 2022/23 | Stefano Pioli                                                      | 0                                          |
| 2021/22 | Stefano Pioli                                                      | Serie A                                    |
| 2020/21 | Stefano Pioli                                                      | 0                                          |
| 2019/20 | Stefano Pioli                                                      | 0                                          |
| 2019/20 | Marco Giampaolo (tot 8 oktober 2019)                               | 0                                          |
| 2018/19 | Gennaro Gattuso                                                    | 0                                          |
| 2017/18 | Gennaro Gattuso                                                    | 0                                          |
| 2017/18 | Vincenzo Montella (tot 27 november 2017)                           | 0                                          |
| 2016/17 | Vincenzo Montella (tot 27 november 2017)                           | Supercoppa                                 |
| 2015/16 | Cristian Brocchi                                                   | 0                                          |
| 2015/16 | Siniša Mihajlović (tot 12 april 2016)                              | 0                                          |
| 2014/15 | Filippo Inzaghi                                                    | 0                                          |
| 2013/14 | Clarence Seedorf                                                   | 0                                          |
| 2013/14 | Mauro Tassotti (interim, tot 16 januari 2014)                      | 0                                          |
| 2013/14 | Massimiliano Allegri (tot 13 januari 2014)                         | 0                                          |
| 2012/13 | Massimiliano Allegri (tot 13 januari 2014)                         | 0                                          |
| 2011/12 | Massimiliano Allegri (tot 13 januari 2014)                         | Supercoppa                                 |
| 2010/11 | Massimiliano Allegri (tot 13 januari 2014)                         | Serie A                                    |
| 2009/10 | Leonardo                                                           | 0                                          |
| 2008/09 | Carlo Ancelotti                                                    | 0                                          |
| 2007/08 | Carlo Ancelotti                                                    | UEFA Super Cup, WK voor clubs              |
| 2006/07 | Carlo Ancelotti                                                    | UEFA Champions League                      |
| 2005/06 | Carlo Ancelotti                                                    | 0                                          |
| 2004/05 | Carlo Ancelotti                                                    | Supercoppa                                 |
| 2003/04 | Carlo Ancelotti                                                    | Serie A, UEFA Super Cup                    |
| 2002/03 | Carlo Ancelotti                                                    | Coppa Italia, UEFA Champions League        |
| 2001/02 | Carlo Ancelotti                                                    | 0                                          |
| 2001/02 | Fatih Terim (tot 5 november 2001)                                  | 0                                          |
| 2000/01 | Cesare Maldini (technisch directeur) & Mauro Tassotti (trainer)    | 0                                          |
| 2000/01 | Alberto Zaccheroni                                                 | 0                                          |
| 1999/00 | Alberto Zaccheroni                                                 | 0                                          |
| 1998/99 | Alberto Zaccheroni                                                 | Serie A                                    |
| 1997/98 | Fabio Capello                                                      | 0                                          |
| 1996/97 | Luciano Castellini                                                 | 0                                          |
| 1996/97 | Arrigo Sacchi                                                      | 0                                          |
| 1996/97 | Óscar Tabárez (technisch directeur) & Giorgio Morini (trainer)     | 0                                          |
| 1995/96 | Fabio Capello                                                      | Serie A                                    |
| 1994/95 | Fabio Capello                                                      | Supercoppa, UEFA Super Cup                 |
| 1993/94 | Fabio Capello                                                      | Serie A, Supercoppa, UEFA Champions League |
| 1992/93 | Fabio Capello                                                      | Serie A, Supercoppa                        |
| 1991/92 | Fabio Capello                                                      | Serie A                                    |
| 1990/91 | Arrigo Sacchi                                                      | UEFA Super Cup, WK voor clubs              |
| 1989/90 | Arrigo Sacchi                                                      | Europacup I, UEFA Super Cup, WK voor clubs |
| 1988/89 | Arrigo Sacchi                                                      | Supercoppa, Europacup I                    |
| 1987/88 | Arrigo Sacchi                                                      | Serie A                                    |
| 1986/87 | Fabio Capello                                                      | 0                                          |
| 1986/87 | Nils Liedholm                                                      | 0                                          |
| 1985/86 | Nils Liedholm                                                      | 0                                          |
| 1984/85 | Nils Liedholm                                                      | 0                                          |
| 1983/84 | Italo Galbiati                                                     | 0                                          |
| 1983/84 | Ilario Castagner                                                   | 0                                          |
| 1982/83 | Ilario Castagner                                                   | Serie B                                    |
| 1981/82 | Italo Galbiati                                                     | 0                                          |
| 1981/82 | Luigi Radice                                                       | 0                                          |
| 1980/81 | Italo Galbiati                                                     | Serie B                                    |
| 1980/81 | Massimo Giacomini                                                  | 0                                          |
| 1979/80 | Massimo Giacomini                                                  | 0                                          |
| 1978/79 | Nils Liedholm                                                      | Serie A                                    |
| 1977/78 | Nils Liedholm                                                      | 0                                          |
| 1976/77 | Nereo Rocco                                                        | Coppa Italia                               |
| 1976/77 | Giuseppe Marchioro                                                 | 0                                          |
| 1975/76 | Nereo Rocco (technisch directeur) & Paolo Barison (trainer)        | 0                                          |
| 1975/76 | Nereo Rocco (technisch directeur) & Giovanni Trapattoni (trainer)  | 0                                          |
| 1975/76 | Gustavo Giagnoni                                                   | 0                                          |
| 1974/75 | Gustavo Giagnoni                                                   | 0                                          |
| 1973/74 | Giovanni Trapattoni                                                | 0                                          |
| 1973/74 | Cesare Maldini                                                     | 0                                          |
| 1973/74 | Nereo Rocco (technisch directeur) & Cesare Maldini (trainer)       | 0                                          |
| 1973/74 | Nereo Rocco                                                        | 0                                          |
| 1972/73 | Nereo Rocco (technisch directeur) & Cesare Maldini (trainer)       | Coppa Italia, Europacup II                 |
| 1971/72 | Nereo Rocco                                                        | Coppa Italia                               |
| 1970/71 | Nereo Rocco                                                        | 0                                          |
| 1969/70 | Nereo Rocco                                                        | WK voor clubs                              |
| 1968/69 | Nereo Rocco                                                        | Europacup I                                |
| 1967/68 | Nereo Rocco                                                        | Serie A, Europacup II                      |
| 1966/67 | Nereo Rocco                                                        | Coppa Italia                               |
| 1966/67 | Arturo Silvestri                                                   | 0                                          |
| 1965/66 | Giovanni Cattozzo                                                  | 0                                          |
| 1965/66 | Nils Liedholm                                                      | 0                                          |
| 1964/65 | Giuseppe Viani (technisch directeur) & Nils Liedholm (trainer)     | 0                                          |
| 1963/64 | Giuseppe Viani (technisch directeur) & Nils Liedholm (trainer)     | 0                                          |
| 1963/64 | Giuseppe Viani (technisch directeur) & Luis Carniglia (trainer)    | 0                                          |
| 1962/63 | Giuseppe Viani (technisch directeur) & Nereo Rocco (trainer)       | Europacup I                                |
| 1961/62 | Giuseppe Viani (technisch directeur) & Nereo Rocco (trainer)       | Serie A                                    |
| 1960/61 | Giuseppe Viani (technisch directeur) & Nereo Rocco (trainer)       | 0                                          |
| 1960/61 | Giuseppe Viani (technisch directeur) & Paolo Todeschini (trainer)  | 0                                          |
| 1959/60 | Giuseppe Viani (technisch directeur) & Luigi Bonizzoni (trainer)   | 0                                          |
| 1958/59 | Giuseppe Viani (technisch directeur) & Luigi Bonizzoni (trainer)   | Serie A                                    |
| 1957/58 | Giuseppe Viani (technisch directeur) & Luigi Bonizzoni (trainer)   | 0                                          |
| 1957/58 | Giuseppe Viani                                                     | 0                                          |
| 1956/57 | Giuseppe Viani                                                     | Serie A                                    |
| 1955/56 | Ettore Puricelli                                                   | 0                                          |
| 1954/55 | Ettore Puricelli                                                   | Serie A                                    |
| 1954/55 | Béla Guttmann                                                      | 0                                          |
| 1953/54 | Béla Guttmann                                                      | 0                                          |
| 1953/54 | Antonio Busini (technisch directeur) & Arrigo Morselli (trainer)   | 0                                          |
| 1952/53 | Antonio Busini (technisch directeur) & Gunnar Gren (trainer)       | 0                                          |
| 1952/53 | Antonio Busini (technisch directeur) & Mario Sperone (trainer)     | 0                                          |
| 1951/52 | Antonio Busini (technisch directeur) & Lajos Czeizler (trainer)    | 0                                          |
| 1950/51 | Antonio Busini (technisch directeur) & Lajos Czeizler (trainer)    | Serie A                                    |
| 1949/50 | Antonio Busini (technisch directeur) & Lajos Czeizler (trainer)    | 0                                          |
| 1948/49 | Antonio Busini (technisch directeur) & Giuseppe Bigogno (trainer)  | 0                                          |
| 1947/48 | Giuseppe Bigogno                                                   | 0                                          |
| 1946/47 | Antonio Busini (technisch directeur) & Giuseppe Bigogno (trainer)  | 0                                          |
| 1945/46 | Antonio Busini (technisch directeur) & Adolfo Baloncieri (trainer) | 0                                          |
| 1944/45 | Giuseppe Santagostino                                              | 0                                          |
| 1943/44 | Giuseppe Santagostino                                              | 0                                          |
| 1942/43 | Mario Magnozzi                                                     | 0                                          |
| 1941/42 | Mario Magnozzi                                                     | 0                                          |
| 1940/41 | Antonio Busini (technisch directeur) & Guido Ara (trainer)         | 0                                          |
| 1939/40 | József Bánás                                                       | 0                                          |
| 1939/40 | József Violak (technisch directeur) & József Bánás (trainer)       | 0                                          |
| 1938/39 | József Violak (technisch directeur) & József Bánás (trainer)       | 0                                          |
| 1938/39 | József Bánás                                                       | 0                                          |
| 1938/39 | Hermann Felsner (technisch directeur) & József Bánás (trainer)     | 0                                          |
| 1937/38 | Hermann Felsner (technisch directeur) & József Bánás (trainer)     | 0                                          |
| 1936/37 | William Garbutt                                                    | 0                                          |
| 1936/37 | Adolfo Baloncieri                                                  | 0                                          |
| 1935/36 | Adolfo Baloncieri                                                  | 0                                          |
| 1934/35 | Adolfo Baloncieri                                                  | 0                                          |
| 1933/34 | József Violak                                                      | 0                                          |
| 1932/33 | József Bánás                                                       | 0                                          |
| 1931/32 | József Bánás                                                       | 0                                          |
| 1930/31 | Engelbert König                                                    | 0                                          |
| 1929/30 | Engelbert König                                                    | 0                                          |
| 1928/29 | Engelbert König                                                    | 0                                          |
| 1927/28 | Herbert Burgess                                                    | 0                                          |
| 1926/27 | Herbert Burgess                                                    | 0                                          |
| 1925/26 | Guido Mora                                                         | 0                                          |
| 1925/26 | Vittorio Pozzo                                                     | 0                                          |
| 1924/25 | Vittorio Pozzo                                                     | 0                                          |
| 1923/24 | Ferdi Oppenheim                                                    | 0                                          |
| 1922/23 | Ferdi Oppenheim                                                    | 0                                          |
| 1922/23 | Francesco Soldera                                                  | 0                                          |
| 1921/22 | Cesare Lovati                                                      | 0                                          |
| 1920/21 | Guido Moda                                                         | 0                                          |
| 1919/20 | Guido Moda                                                         | 0                                          |
| 1918/19 | Selectiecomité                                                     | 0                                          |
| 1917/18 | Aldo Cevenini                                                      | 0                                          |
| 1916/17 | Aldo Cevenini                                                      | 0                                          |
| 1915/16 | Guido Moda                                                         | 0                                          |
| 1914/15 | Selectiecomité                                                     | 0                                          |
| 1913/14 | Selectiecomité                                                     | 0                                          |
| 1912/13 | Selectiecomité                                                     | 0                                          |
| 1911/12 | Selectiecomité                                                     | 0                                          |
| 1910/11 | Giannino Camperio                                                  | 0                                          |
| 1909/10 | Giannino Camperio                                                  | 0                                          |
| 1908/09 | Giannino Camperio                                                  | 0                                          |
| 1907/08 | Giannino Camperio                                                  | 0                                          |
| 1906/07 | Daniele Angeloni                                                   | Serie A                                    |
| 1905/06 | Herbert Kilpin                                                     | Serie A                                    |
| 1904/05 | Herbert Kilpin                                                     | 0                                          |
| 1903/04 | Herbert Kilpin                                                     | 0                                          |
| 1902/03 | Herbert Kilpin                                                     | 0                                          |
| 1901/02 | Herbert Kilpin                                                     | 0                                          |
| 1900/01 | Herbert Kilpin                                                     | Serie A                                    |
| 1899/00 | Herbert Kilpin                                                     | 0                                          |